# Korea Północna na Letnich Igrzyskach Olimpijskich 2000
Koreę Północną na Letnich Igrzyskach Olimpijskich 2000 reprezentowało 31 zawodników, 14 mężczyzn i 17 kobiet.
W ramach tzw. słonecznej polityki mającej na celu pojednanie obu państw koreańskich, reprezentacja tego kraju wystąpiła w ceremonii otwarcia wspólnie z reprezentacją Korei Południowej pod tzw. Flagą Zjednoczenia.

## Zdobyte medale
| Medal  | Zawodnik       | Dyscyplina           | Konkurencja                     |
| ------ | -------------- | -------------------- | ------------------------------- |
| Srebro | Ri Song-hui    | Podnoszenie ciężarów | Kategoria 53-58 kg              |
| Brąz   | Kim Un-chol    | Boks                 | Waga papierowa (do 48 kg)       |
| Brąz   | Kye Sun-hui    | Judo                 | Waga półlekka (52 kg)           |
| Brąz   | Kang Yong-gyun | Zapasy               | Styl klasyczny, kategoria 54 kg |